# Dubovica
Dubovica (Hongaars: Tarcadobó) is een Slowaakse gemeente in de regio Prešov, en maakt deel uit van het district Sabinov.
Dubovica telt 1.528 inwoners.

## Galerij

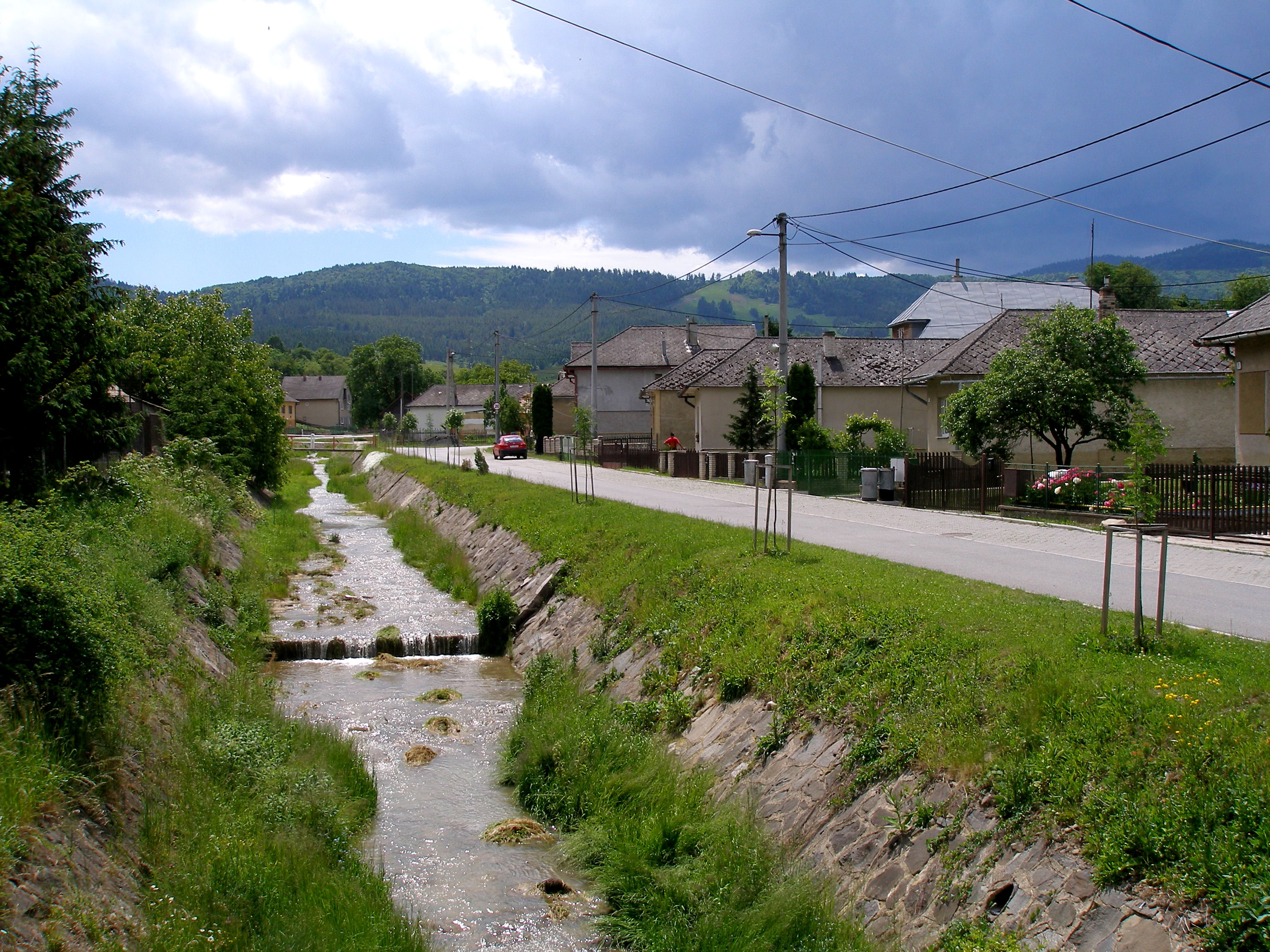
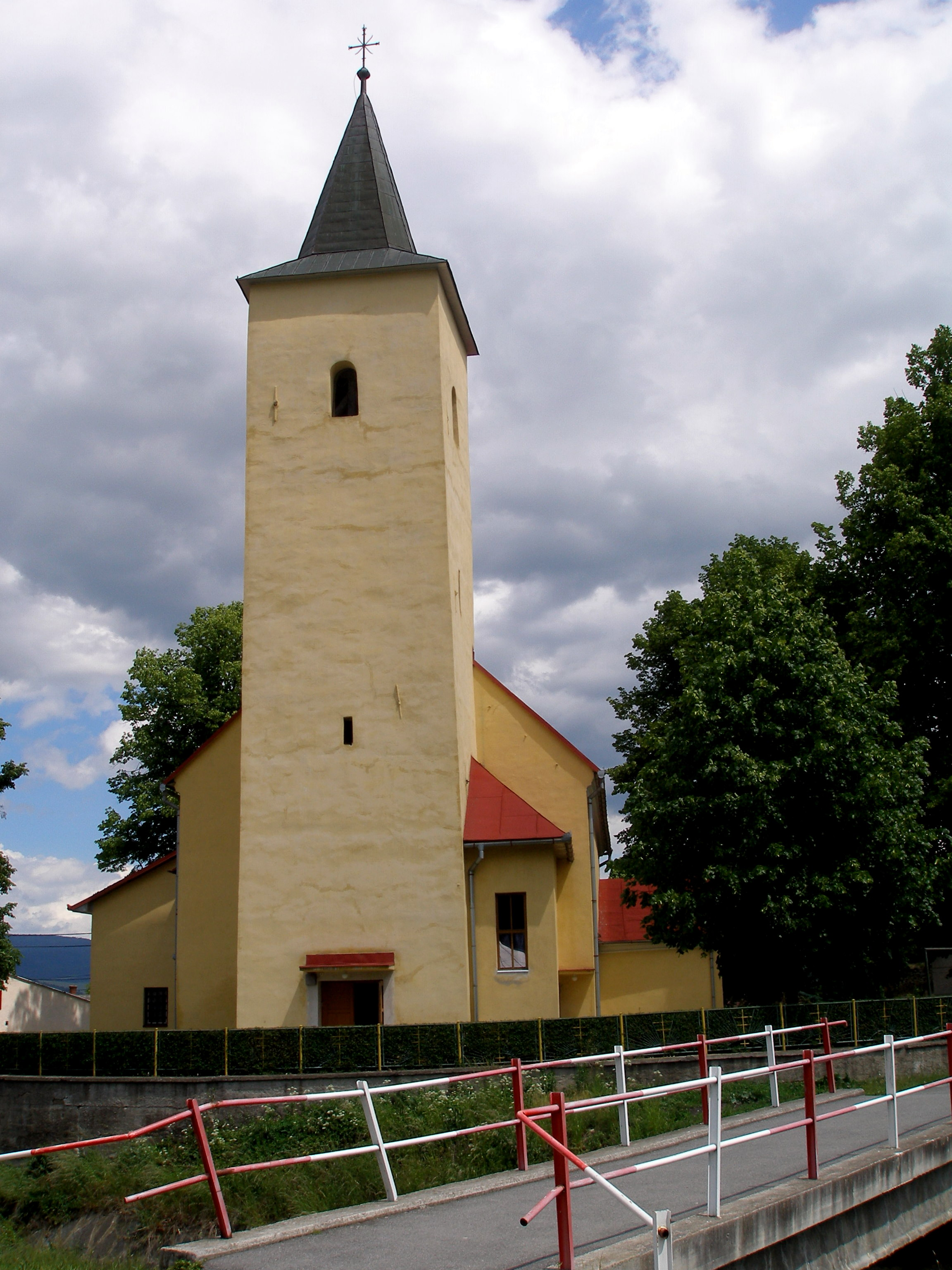
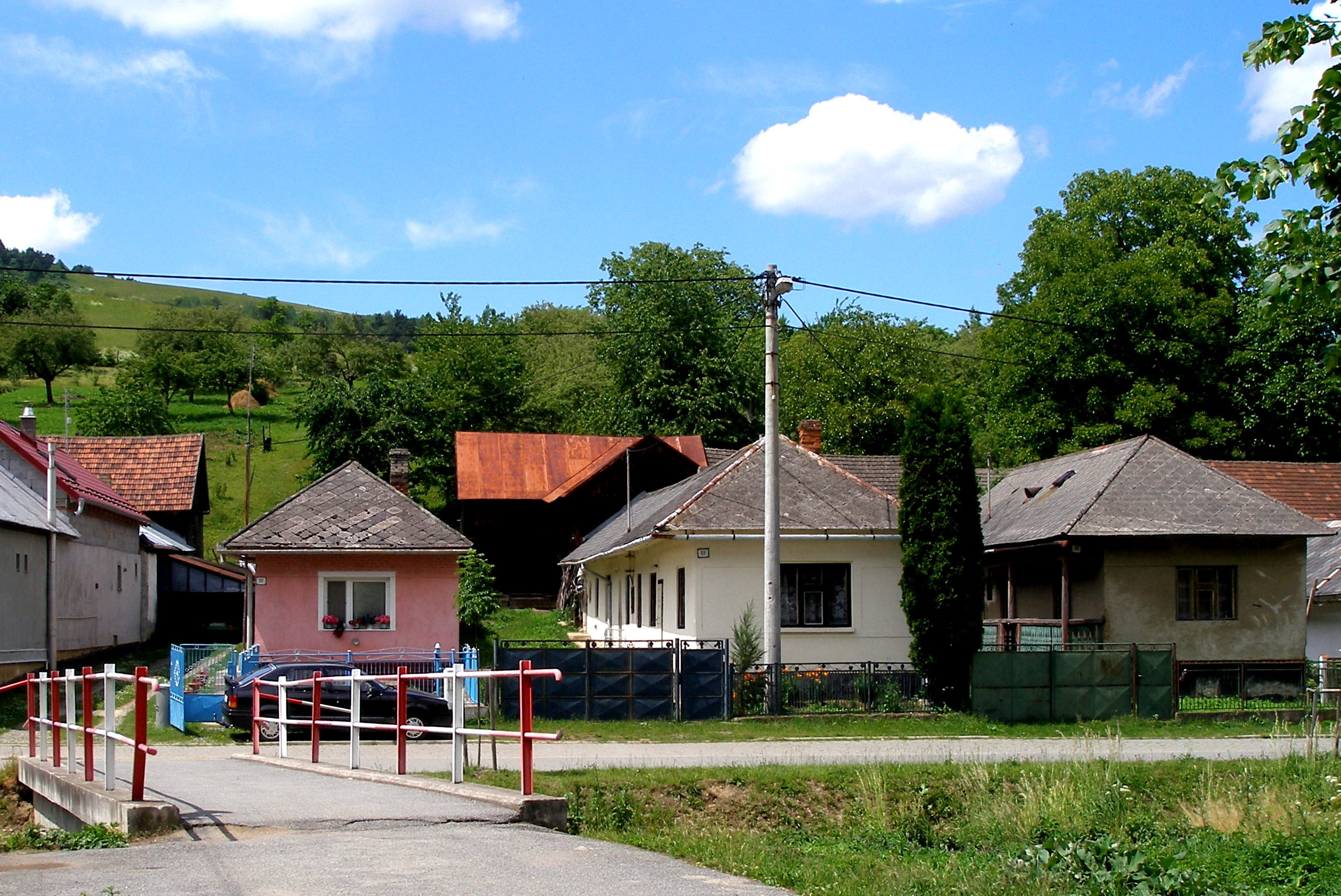
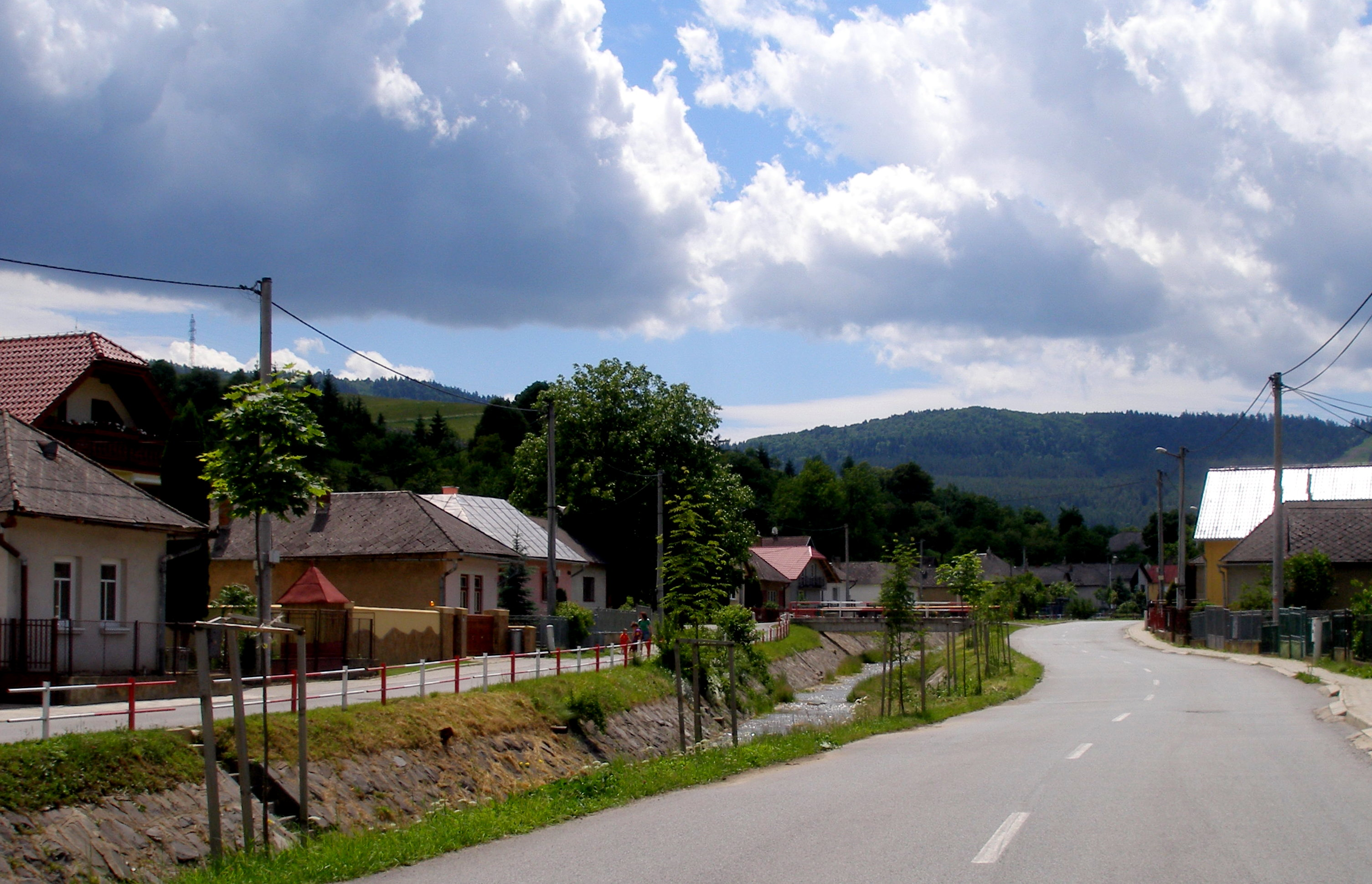